# 33249 Pamelasvenson
33249 Pamelasvenson este o planetă minoră (asteroid) din centura de asteroizi. A fost descoperită pe 20 aprilie 1998 la Experimental Test Site⁠(d) de Lincoln Near-Earth Asteroid Research. 
Obiectul prezintă o orbită caracterizată de o semiaxă mare de 2,7953103 UAi, o excentricitate de 0,05, o înclinație de 2,71014 ° în raport cu ecliptica.